# Taschengeldparagraph
Als Taschengeldparagraph wird der § 110 des deutschen Bürgerlichen Gesetzbuchs (BGB) mit der amtlichen Überschrift Bewirken der Leistung mit eigenen Mitteln bezeichnet. Das österreichische Äquivalent ist § 170 Abs. 3 ABGB, der auch als Wurstsemmelparagraph bezeichnet wird. Die Normen ermöglichen Minderjährigen, selbst wirksame Rechtsgeschäfte vorzunehmen, bei denen es regelmäßig um geringe Werte geht.

## Rechtslage in Deutschland
In Deutschland gilt nach dieser Vorschrift ein Vertrag, den ein Minderjähriger, der das 7. Lebensjahr vollendet hat, abschließt, auch ohne ausdrückliche Zustimmung des gesetzlichen Vertreters von Anfang an als wirksam (ex tunc), wenn der Minderjährige die vertragsmäßige Leistung mit Mitteln bewirkt, die ihm zu diesem Zweck oder zu freier Verfügung von dem Vertreter oder mit dessen Zustimmung von einem Dritten (z. B. einer Tante, die dem Minderjährigen mit Zustimmung der Eltern ein Geldgeschenk macht) überlassen worden sind (sogenannter beschränkter Generalkonsens). Die Überlassung des Taschengeldes bzw. jedweder Mittel (etwa die Überlassung von Arbeitslohn oder auch Sachen) zur freien Verfügung oder zu einem bestimmten Zweck ersetzt also die Zustimmung zu dem konkreten Vertragsschluss. Verbieten Eltern die Einkäufe bestimmter Waren jedoch ausdrücklich, dürfen Minderjährige diese nicht erwerben, auch wenn sie dafür ihr eigenes Geld verwenden.
Die Bezeichnung als „Taschengeldparagraph“ ist insofern zu eng, als seine Anwendbarkeit weder auf Taschengeld noch überhaupt auf finanzielle Mittel beschränkt ist – so gilt der § 110 BGB etwa auch für Tauschgeschäfte.

## Rechtslage in Österreich
In Österreich genügt es für das (rückwirkende) Zustandekommen des Vertrages, dass das Kind seine Pflichten erfüllt, sofern es sich um ein alterstypisches Geschäft handelt, in einer geringfügigen Angelegenheit des täglichen Lebens. Eine Altersbeschränkung besteht dabei nicht.

## Bewirken der Leistung
Sowohl in Österreich als auch in Deutschland ist dabei wichtig, dass die Leistung bewirkt sein muss. Das bedeutet, der Minderjährige muss seine aus dem Vertrag resultierende Verpflichtung direkt erbringen. Abzahlungsgeschäfte (Ratenzahlungskäufe), aus denen dem Minderjährigen erst noch zu erfüllende Verpflichtungen entstehen, werden erst dann wirksam im Sinne des § 110 BGB, wenn der Vertrag von Seiten des Minderjährigen vollständig erfüllt ist. Auch eine Teilwirksamkeit kommt in Frage, soweit Teilerfüllung vorliegt, etwa bei Mietverträgen, soweit die Miete gezahlt wurde. Im Übrigen bleibt es bei solchen Geschäften bei der Regel, dass die Wirksamkeit des von dem Minderjährigen abgeschlossenen Vertrags von der Zustimmung der gesetzlichen Vertreter abhängt (schwebend unwirksam).

## Auswirkungen der Bestimmung
Die Norm macht in Deutschland den Umgang mit dem eigenen Taschengeld für beschränkt geschäftsfähige Minderjährige, d. h. Minderjährige, die das 7. Lebensjahr vollendet haben, flexibler, weil alltägliche, kleinere „Geschäfte“ wie der Kauf einer CD oder ähnliches ohne Zustimmung der Eltern im Einzelfall möglich gemacht werden. Kinder und Jugendliche sollen frei über das Geld verfügen können, das sie zu genau diesem Zweck bekommen haben. Da der Zweck begrenzt ist und insbesondere nur ein bestimmter Betrag als Taschengeld überlassen wird, ist es nicht mehr von § 110 BGB gedeckt, wenn ein Minderjähriger mit seinem Taschengeld z. B. ein Tombolalos kauft und mit einem Gewinn, der wesentlich höher als das Taschengeld ist, von ihm abgeschlossene Verträge erfüllt. Denn bei diesem Gewinn handelt es sich nicht mehr um vom Vertreter „überlassene“ Mittel im Sinne der Vorschrift (Stichwort Surrogatsgeschäft). Über den Gewinn darf der Minderjährige daher nur mit Zustimmung der gesetzlichen Vertreter verfügen.
Das Sparen des Taschengeldes ist generell erlaubt. Das BGB schreibt nicht vor, für wie viel Geld der Minderjährige einkaufen darf. Bei teuren Anschaffungen jedoch wird der Verkäufer in der Regel die Zustimmung der gesetzlichen Vertreter verlangen, um für sich Rechtssicherheit herzustellen. Er ist nicht zum Abschluss eines Vertrages verpflichtet und das Risiko der Rückabwicklung läge sonst bei ihm, wenn  die Eltern das Geschäft nachträglich rückgängig machten. Formaljuristisch ist aber ein Kaufvertrag gültig, wenn er aus Mitteln bewirkt wurde, die dem beschränkt Geschäftsfähigen zur freien Verfügung von den Erziehungsberechtigten oder mit deren Zustimmung zur Verfügung gestellt wurde. Das Gesetz nennt keine Betragsgrenze.

## Anwendung bei Volljährigen
Die Bestimmung ist in Deutschland auch auf volljährige Personen, die einen rechtlichen Betreuer haben, analog anzuwenden, wenn zusätzlich zur Betreuung ein Einwilligungsvorbehalt im Bereich der Vermögenssorge angeordnet wurde, § 1903 BGB.